# コム・トゥルーズ

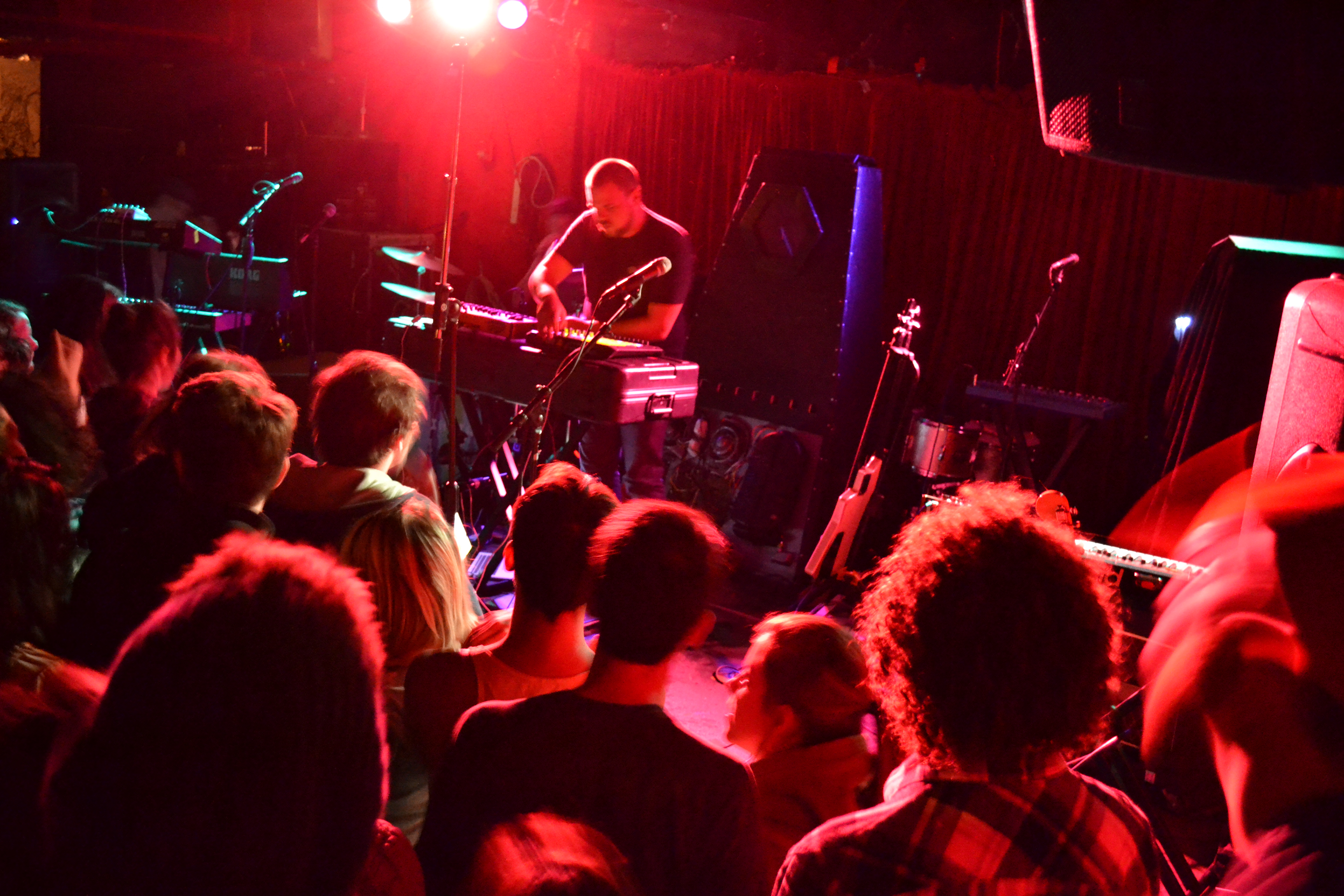
オハイオ州クリーブランド・ハイツのグロッグ・ショップ (the Grog Shop) におけるコム・トゥルーズ、2011年撮影。

コム・トゥルーズ (Com Truise) という芸名で知られる、セス・ヘイリー（Seth Haley、1985年 - ）は、アメリカ合衆国の電子音楽のミュージシャン、DJ。芸名は、アメリカ合衆国の俳優であるトム・クルーズの名にちなんだ頭音転換（スプーナリズム）である。

## 経歴
コム・トゥルーズと名乗る2010年に先んじた時期、彼はサリン・サンデー (Sarin Sunday)、SYSTM、エアライナー (Airliner) といった名義で音楽をリリースしていた。
2010年に、コム・トゥルーズとして最初に録音した『Cyanide Sisters EP』がリリースされた。当初、このEPは、AMDISCSレーベルから無料ダウンロードされていた。2011年1月には、ゴーストリー・インターナショナルから、デジタルにリイシューされた。このリリースより前に、ヘイリーはアートディレクターの仕事を辞めていた。その直後、コム・トゥルーズは、ダフト・パンクの楽曲「ENCOM, Part II」をリミックスして、アルバム『Tron: Legacy Reconfigured』に提供した。2011年6月には、デビュー・アルバム『Galactic Melt』がリリースされた。続いて、2012年には、アルバム『In Decay』がリリースされた。
2022年2月、コム・トゥルーズは、第56回スーパーボウルの際にCoinbase（コインベース）が流した広告で、音楽を担当した。彼はビートルズがカバーした「マネー」をサンプリングした。2022年4月には、オンラインの音楽学校であるサウンドフライにおいて、音楽プロデュースの科目を担当した。

## スタイル
トゥルーズのサウンドは、シンセサイザーを多用するシンセウェイヴで、1980年代の様々な音楽スタイルから影響を受けており、最初に『Cyanide Sisters EP』でこのスタイルを取り上げた際、彼自身はこれを「ミッドハイ・シンセウェイヴ、スローモーション・ファンク (mid-fi synthwave slow-motion funk)」と称していた。

### 「コム・トゥルーズ」サガ
『Cyanide Sisters EP』に始まり、『Iteration』に至る、コム・トゥルーズの全てのアルバムは、コム・トゥルーズという名の宇宙旅行家の物語を語っており、ヘイリーによればこの人物は「合成（シンセ）的な宇宙飛行士 (synthetic astronaut)」であり、その物語は抑圧的社会からの逃走の話であるという。

## 機材
トゥルーズは、デジタルとアナログのハードウェアを組み合わせて使用しており、古典的なシンセサイザーやロンプラーのエミュレータも用いている。2015年の MusicRadar のインタビューによると、彼のお気に入りのデジタル・オーディオ・ワークステーション (DAW) は、Reason と Ableton である。
2017年以降、彼はデイヴ・スミス・インストゥルメンツ OB-6 を一部のトラックに使用しており、ライブ演奏でも使っている。

## ディスコグラフィ

### コム・トゥルーズ
- Galactic Melt (2011)
- Iteration (2017)
- Persuasion System (2019)

### SYSTM
- Invader[16] - EP：自主制作

### エアライナー
- None[17] (2010)[18] - LP：自主制作

## フィルモグラフィ

### 作曲
- Private Property (2022)